# Georg von Schönenberg

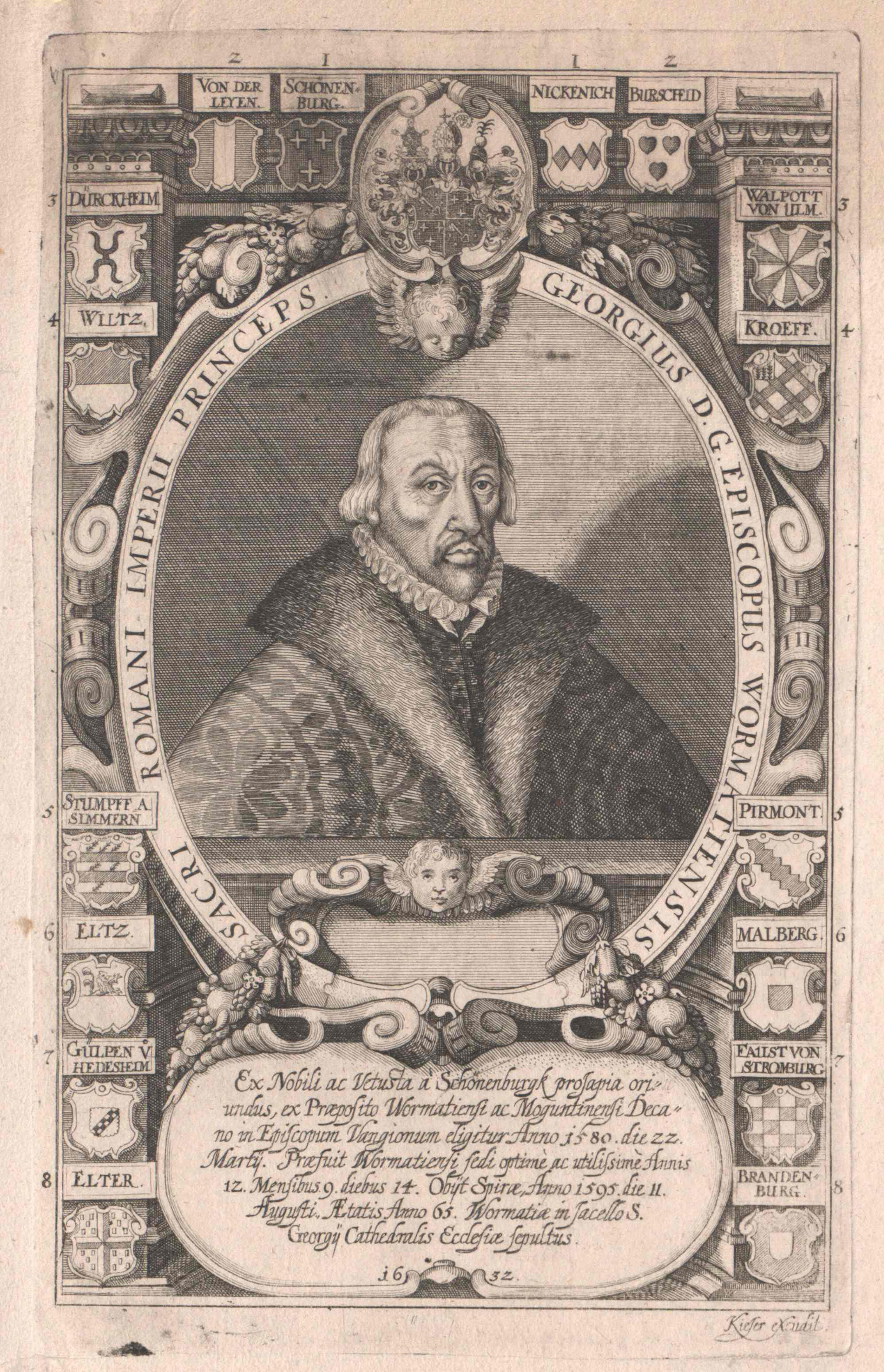
Georg von Schönenberg (Stich von 1632)

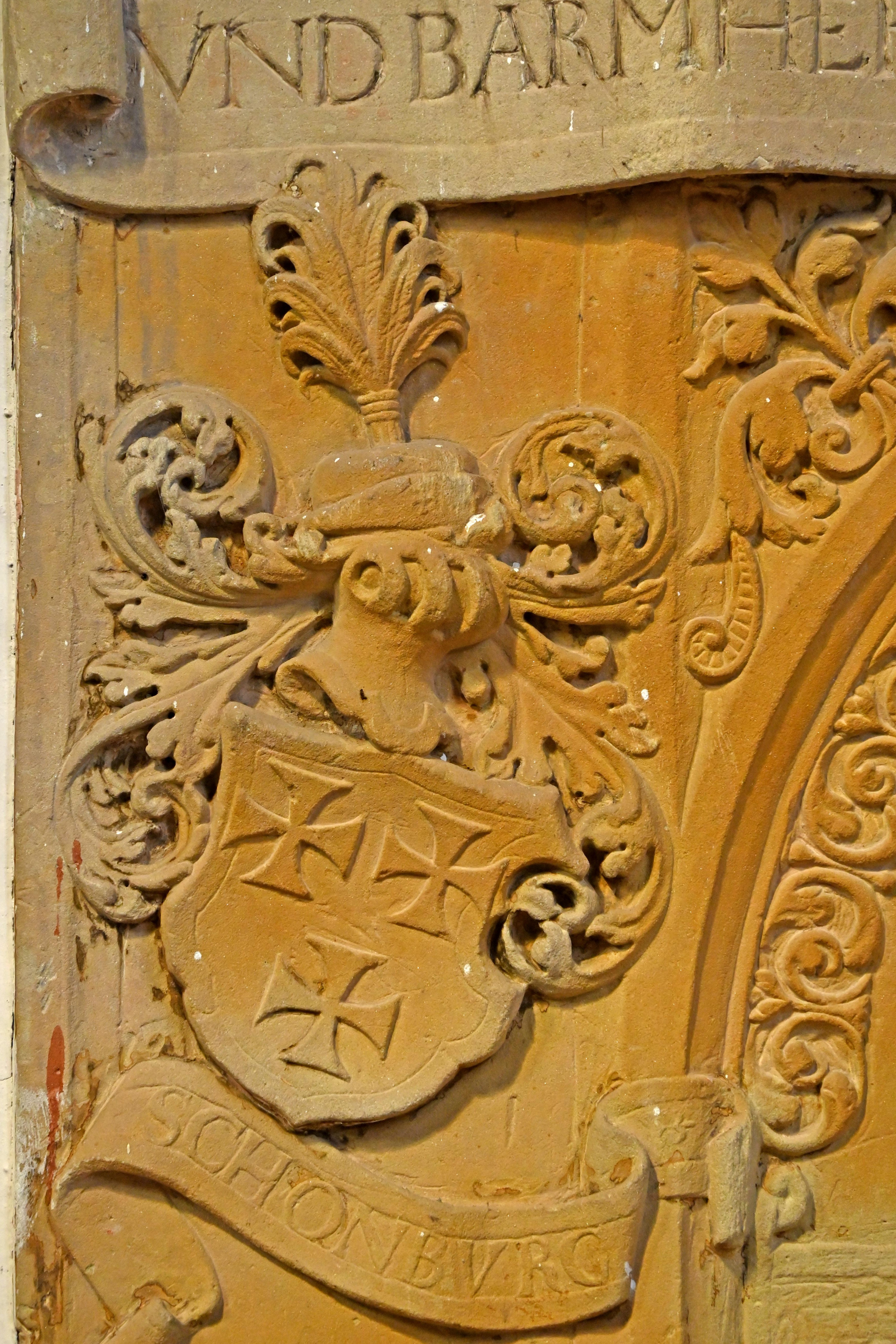
Wappen von Schönenberg, Epitaph des Vaters, Stiftskirche Kyllburg

Georg von Schönenberg, oft auch Schönenburg (* 1530 auf Burg Hartelstein bei Schwirzheim; † 11. August 1595 in Speyer) war von 1580 bis 1595 Fürstbischof von Worms.

## Familie

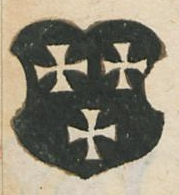
Familienwappen des Bischofs
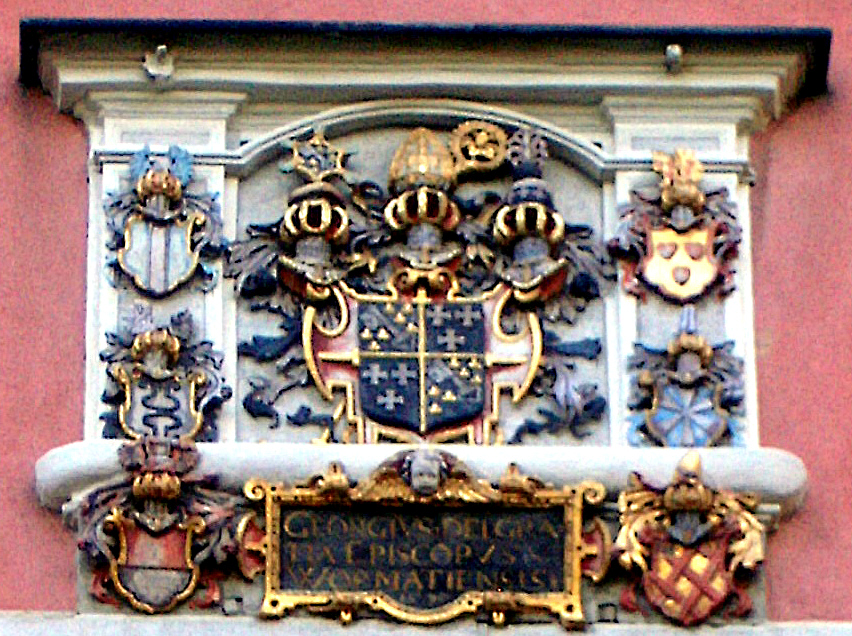
Wappenstein am Bischofshof in Ladenburg

Georg von Schönenberg war ein nachgeborener Sohn des Landadeligen Johann Joachim von Schönenberg, Amtmann zu Kyllburg und Schönecken, und dessen Gattin Elisabeth Weiher zu Nickenich, die auf Burg Hartelstein in der Eifel lebten. Die Grabplatte des Vaters ist in der Stiftskirche Kyllburg erhalten.
Georg von Schönenbergs älterer Bruder Johann von Schönenberg war von 1581 bis 1599 Erzbischof und Kurfürst von Trier.
Georg von Schönenbergs Neffe (Sohn seiner Schwester Anna), Philipp II. Kratz von Scharfenstein, Dompropst zu Mainz und erwählter Bischof von Worms, verstarb am 13. Juli 1604 in Mainz, noch ehe er sein Amt antreten konnte. Sein Herz wurde an der Grabstätte des Onkels vor dem Georgsaltar im Wormser Dom beigesetzt, der Leib im Dom zu Mainz.

## Leben und Wirken
Georg von Schönenberg studierte 1543 in Heidelberg, 1546 zu Freiburg im Breisgau. Er wurde 1553 Domherr in Mainz und avancierte dort 1564 zum Domdekan sowie zum Propst von Liebfrauen. Seit 1557 amtierte Schönenberg überdies als Dompropst in Worms.
Am 22. August 1580 wählte man ihn zum Bischof von Worms, 1582 auch zum Mainzer Dompropst, nachdem er als Domdekan zurückgetreten war und hierfür in Johann Theobald von Stadion († 1585) einen Nachfolger erhalten hatte. Die Bischofsweihe erhielt er am 2. April 1583 durch Weihbischof Stephan Weber (1539–1622) von Mainz in der dortigen Kirche St. Gangolph.
Als Bischof vertrat Georg von Schönenberg entschieden die Positionen der katholischen Kirche und befand sich deshalb in ständigen Streitigkeiten mit den protestantischen Ständen der Kurpfalz und der Stadt Worms. Er residierte daher auch überwiegend außerhalb der Stadt, und zwar in seinem Landschloss zu Dirmstein. 1594 verfasste der Bischof eine diesbezügliche Beschwerdeschrift an den Regensburger Reichstag; einer der Hauptklagepunkte war die fortdauernde Okkupation des Wormser Cyriakusstiftes durch den Pfälzer Kurfürsten. Der Oberhirte zog viele Kleriker in sein Bistum, die ihre Ausbildung am renommierten Collegium Germanicum in Rom erhalten hatten. Georg Seiblin († 1591) fungierte als sein Kanzler und Gesandter.

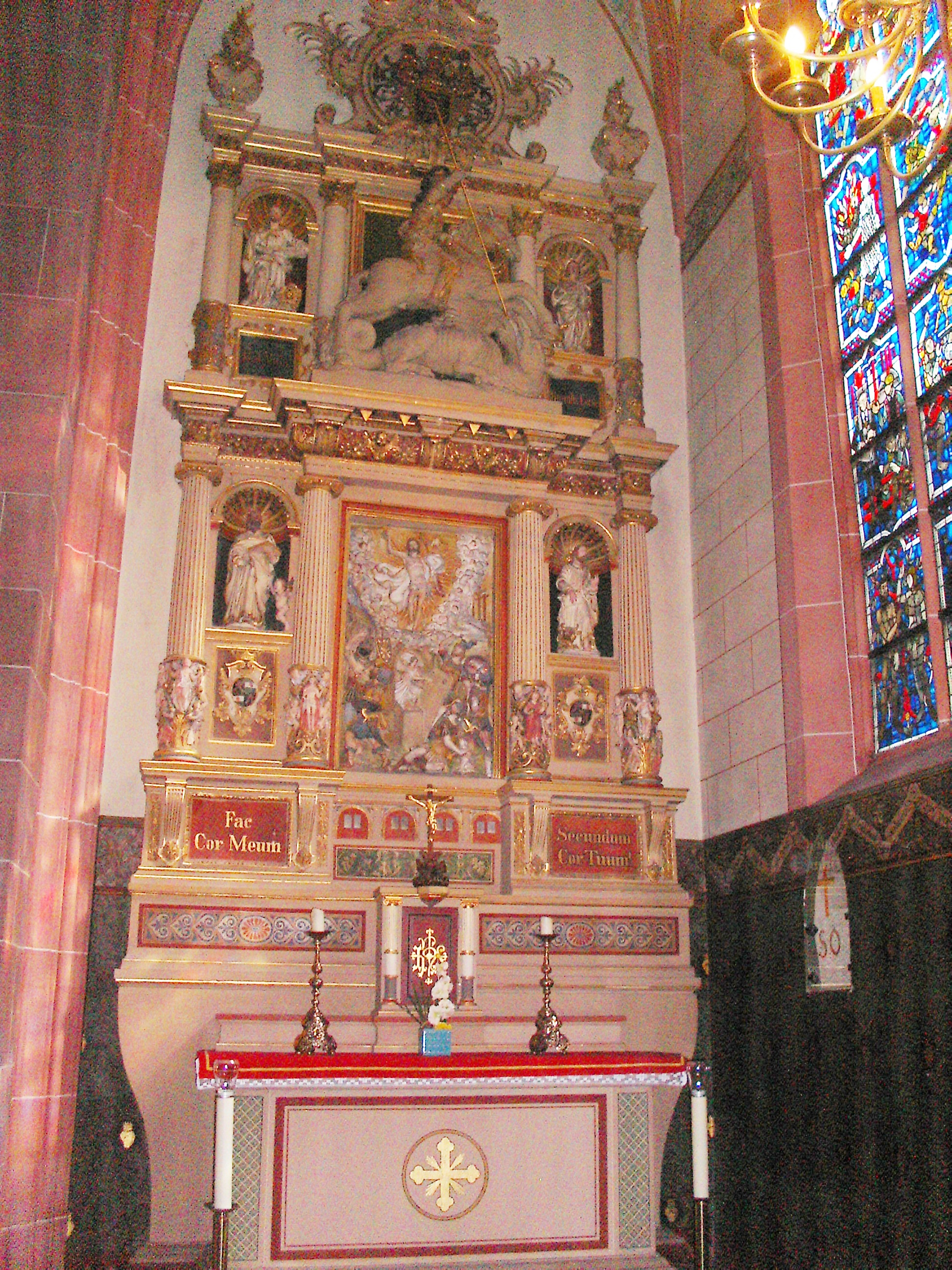
Grabstätte (Georgsaltar), im Wormser Dom
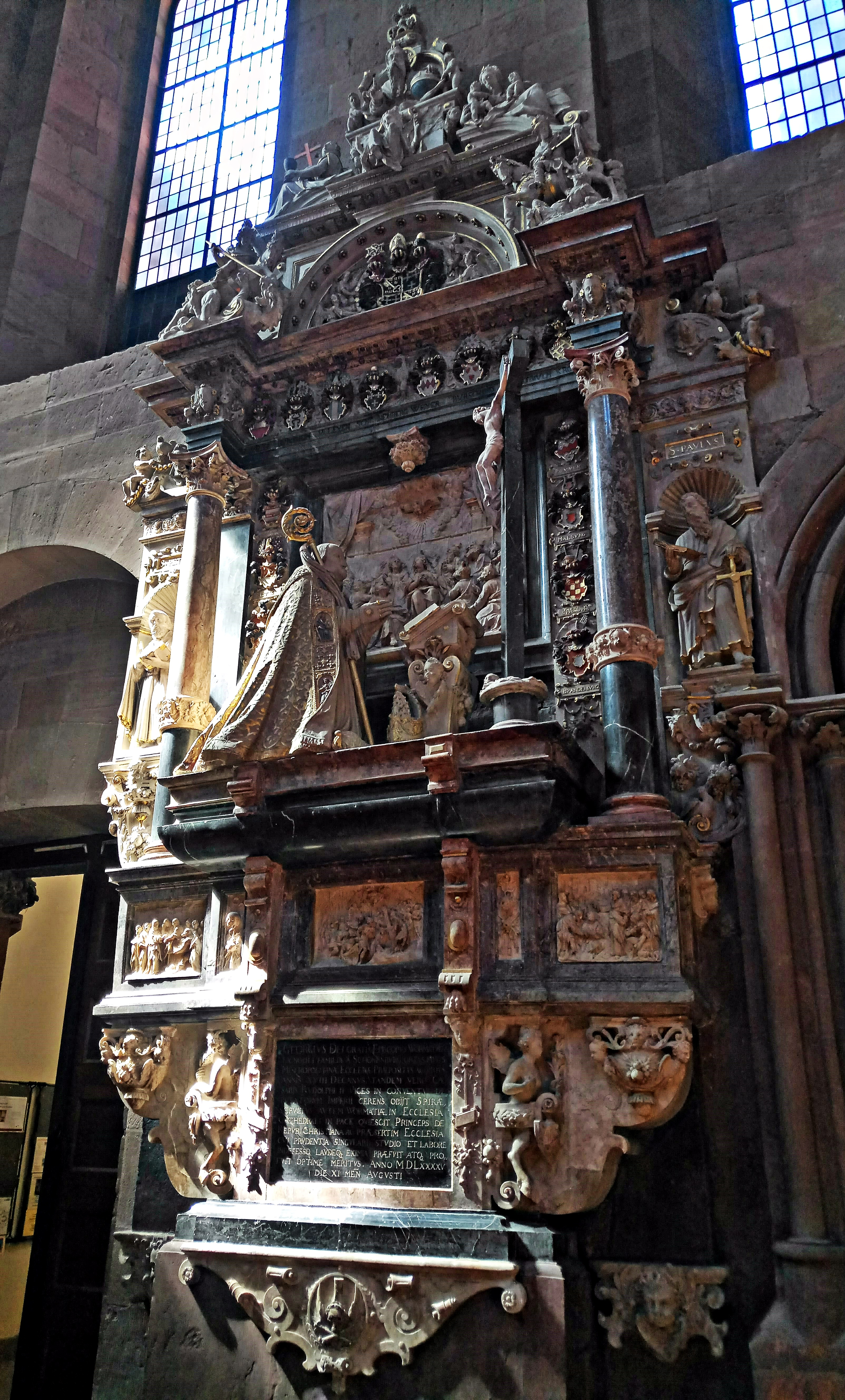
Grabmonument im Mainzer Dom
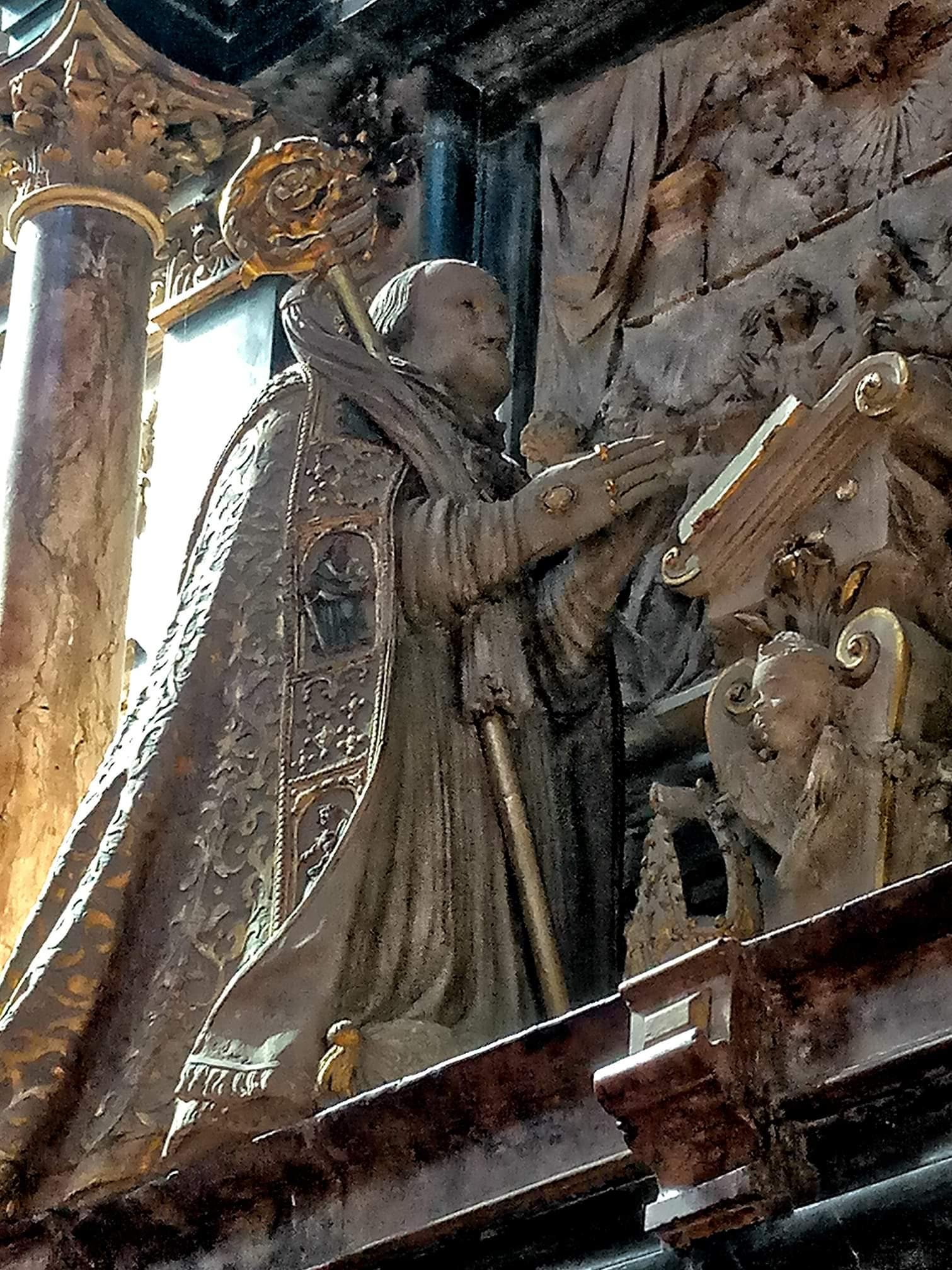
Ausschnitt des Grabmonuments
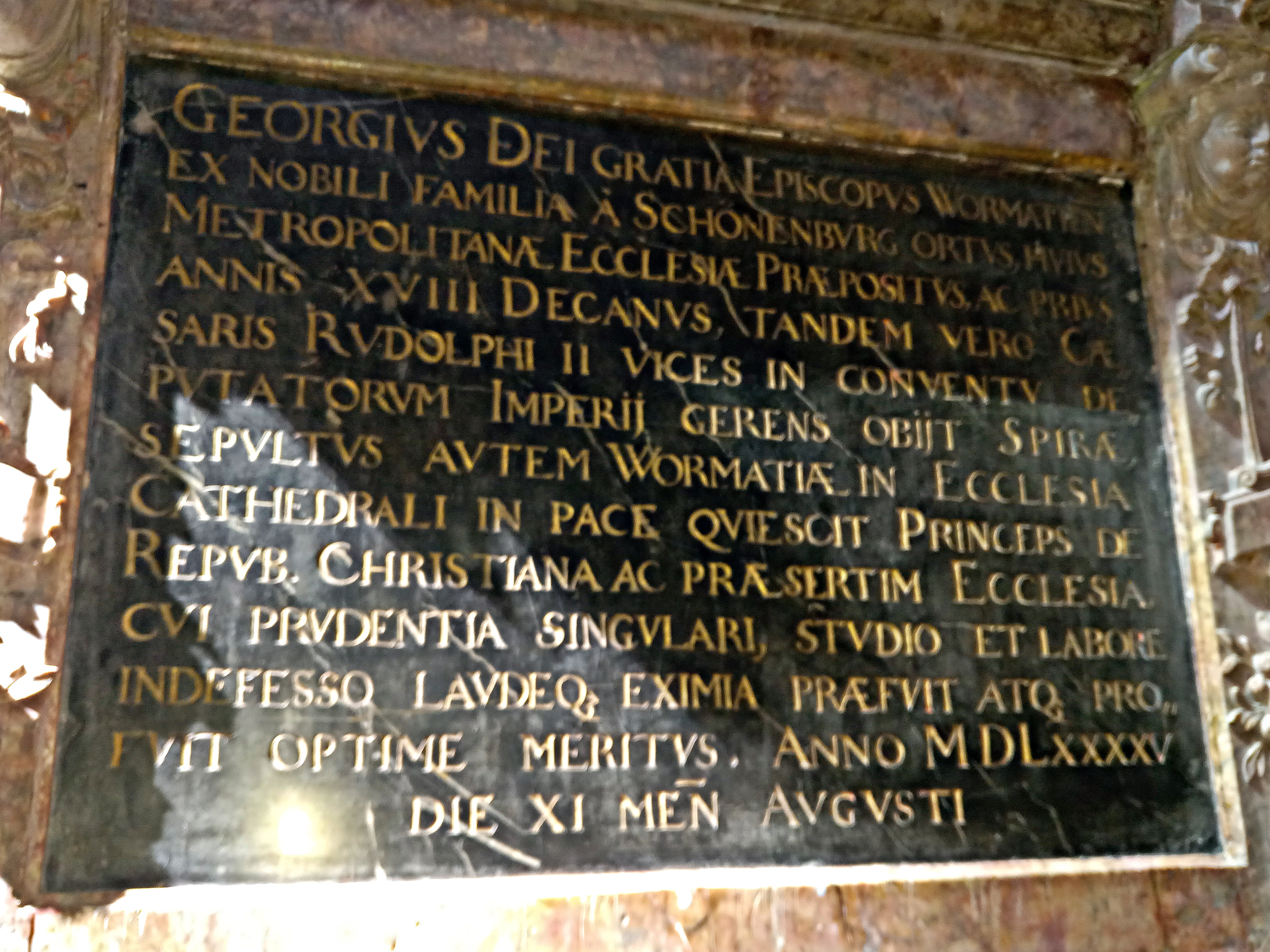
Ausschnitt der Inschriftentafel
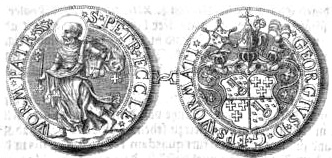
Wormser Taler von 1588 mit dem Wappen des Bischofs

Georg von Schönenberg starb überraschend am 11. August 1595 in Speyer, wo er sich als Vertreter Kaiser Rudolfs II. für den dorthin ausgeschriebenen Reichsdeputationstag aufhielt. Seine Leiche wurde feierlich in den Wormser Dom überführt und am 15. August in der dortigen St. Georgs-Kapelle, vor dem gleichnamigen Altar, beigesetzt. Diesen Altar hatte Georg von Schönenberg 1590, im Gedenken an seinen Bruder, den Wormser Domdekan Wilhelm von Schönenburg († 1571), errichten lassen, selbst geweiht und mit zwei Widmungsinschriften verzieren lassen. Auch im Mainzer Dom errichtete man dem Wormser Bischof und dortigen Dompropst ein prachtvolles Denkmal.
Georg von Schönenberg ist numismatisch bedeutsam, da er während seiner Regierungszeit als Wormser Fürstbischof in seiner Münze zu Neuleiningen viele unterschiedliche Geldstücke prägen ließ. Er war 1588 auch Taufpate des späteren Mainzer Diözesanhistorikers Georg Helwich (1588–1632) aus Osthofen, dessen Vater als Mainzer Dompropsteiamtmann fungierte.